# Malaja Szerdoba-i járás
A Malaja Szerdoba-i járás (oroszul Малосердобинский район) Oroszország egyik járása a Penzai területen. Székhelye Malaja Szerdoba.

## Népesség
- 1989-ben 12 450 lakosa volt.
- 2002-ben 11 412 lakosa volt, akik főleg oroszok, mordvinok és tatárok.
- 2010-ben 9 824 lakosa volt, melynek 86,5%-a orosz, 10,4%-a mordvin, 1,4%-a tatár.